# Kim Tong-ni
Kim Tong-ni fue un escritor coreano.

## Biografía
Nacido como Kim Si-jong, Kim Tong-ni nació en Gyeongju, provincia de Gyeongsang del Norte el 24 de noviembre de 1913. Asistió a la escuela secundaria Gyeseong en Daegu y después a la escuela secundaria Kyungshin en Seúl. Después de tenerla que abandonar por problemas familiares, se dedicó a leer. Leyó un gran número de libros, incluidos de filosofía, literatura de todo el mundo y clásicos occidentales. Su hermano mayor, Kim Beom-bu, que era académico de clásicos chinos y filósofo, tuvo una gran influencia en su lectura y en su futuro como escritor.
Kim Tong-ni sufrió tanto la pobreza desde su niñez que el hambre fue casi parte de su vida. Declaró que en ocasiones, si su padre dejaba algo de licor en el vaso después de beber, él se lo bebía siguiendo su instinto para aplacar el hambre. En 1928 dejó la escuela para dedicarse únicamente a la escritura.
A los 16 años empezó su carrera literaria con la publicación de poemas en varios periódicos. Consiguió fama en el mundo literario con varias historias cortas. La primera, que publicó en 1934, fue «La garza blanca» (Baengno) en el periódico Chosun Ilbo y se dio a conocer como escritor de ficción al año siguiente con la historia «Un descendiente de Hwarang» (Hwarangui huye), que se publicó en el periódico JoongAng Ilbo.
También fue un miembro activo de varias organizaciones como la Asociación de Escritores Jóvenes de Corea (Hanguk cheongnyeon munhakga hyeophoe), la Academia Coreana de Artes (Daehanminguk yesurwon) y la Asociación de Escritores de Corea (Hanguk munin hyeophoe).
Se casó con la escritora Son So-hui Son So-hui (1917-1987). Murió el 17 de junio de 1995.

## Obra
La obra de Kim Tong-ni trata asuntos tradicionales coreanos desde una perspectiva del siglo XX. Como escritor de ideología derechista y defensor de la «literatura pura», Kim Tong-ni escribió una serie de ensayos ideológicos de literatura, incluido El verdadero sentido de la literatura pura (Sunsu munhagui jinui, 1946) y La teoría de la literatura nacional (Minjok munhangnon, 1948).
El mundo literario de Kim Tong-ni, caracterizado por ser una mezcla de misticismo tradicional y realismo humanista, examinó la idea del destino y del lugar del hombre en el universo a través del mundo espiritual de la tradición coreana enfrentada con la cultura extranjera. Sus primeros relatos, como «El retrato del chamán» (Munyeodo, 1936), «La maldición del caballo» (Yeongma) y «La leyenda de la tierra amarilla» (Hwangtogi), perfilaron con fuerza los elementos míticos tradicionales para explorar las relaciones entre el chamanismo y los pensamientos confucionista, cristiano, budista, fatalista y naturalista. «La maldición del caballo» retrata la rebelión de un hombre contra su destino como vagabundo y finalmente su aceptación; «El retrato de un chamán», que más tarde fue ampliado a una novela larga, Eulhwa, muestra el conflicto entre la madre de un chamán y su hijo cristiano. En el suicidio de la madre la narrativa predice la caída del chamanismo y el ascenso del cristianismo foráneo.
Después de la guerra de Corea, Kim Tong-ni empezó a preocuparse por los enfrentamientos ideológicos y el sufrimiento de la gente a causa de la guerra. «Evacuación de Heungnam» (Heungnam cheolsu), basado en el hecho real de la retirada de las fuerzas de las Naciones Unidas de la ciudad de Heungnam durante la guerra, ahonda en el conflicto entre democracia y comunismo. «El baile de la existencia» (Siljonmu) cuenta una historia de amor entre un hombre norcoreano y una mujer surcoreana que acaba de forma abrupta cuando aparece la esposa del hombre norcoreano. Se hace patente el intento de universalizar elementos de la tradición coreana y la identidad espiritual al trasponerlos a la realidad contemporánea. «La cruz de Shaphan» (Sabanui sipjaga, 1957), una historia de ficción sobre un hombre crucificado al lado de Jesús, combina el tema de la lucha política con la actitud fatalista y la crítica a la cultura occidental. En vez del Dios absoluto y lejano que se presenta en «La cruz de Shaphan», en «Una figura de Buda de tamaño real» (Deungsinbul) sugiere una imagen de Dios que abraza el sufrimiento humano.

## Premios
- Premio Freedom de literatura (1955)
- Premio de la Academia Coreana de Artes (1958)
- Premio Orden de Ciudadanos de la República de Corea (1958)
- Premio de literatura 1 de marzo, premio principal de la sección de arte (1967)
- Premio de literatura de la ciudad de Seúl (1970)
- Orden del mérito civil, medalla peonía (1970)
- Premio de literatura del pueblo del 16 de mayo (1983)
- Premio del Comité de Artes de Corea. Selección artistas brillantes del siglo XX (1999)

## Obras en español
- ULHWA, la exorcista

## Obras en coreano (lista parcial)
- Un descendiente de Hwarang (Hwarangui huye)
- La roca (Bawi)
- La montaña Seondo (Seondosan)
- La calle Seomun (Seomun geori)
- Retrato de un chamán (Munyeodo 1936)
- El valle de loess (Hwangtogi 1939)
- La cruz de Shaphan (Sabanui sipjaga 1955)